# سان مانجو سيلينتو
سان مانجو سيلينتو(بالإيطالية: San Mango Cilento)‏ هي قرية إيطالية صغيرة (فراتسيوني) تابعة لبلدية سيسا سيلينتو في مقاطعة سلرنو بمنطقة كمبانية. اعتبارًا من عام 2009 وصل عدد سكانها إلى 466.